# Ексимерен лазер
Ексимерният лазер, наричан също по-коректно ексиплексен (на английски: excimer laser, exciplex laser), е разновидност на ултравиолетовите лазери, често намиращ приложение при фини процедури в очната хирургия и производството на полупроводници. Треминът „excimer“ е съкращение от „excited dimer“, докато „exciplex“ - от „excited complex“. За да работи, ексимерният лазер обикновено използва комбинация от инертен газ (аргон, криптон или ксенон) и реактивен газ (флуор или хлор). При подходящи условия на средата и след електрическа стимулация се получава нестабилна псевдомолекула (димер). Тя е натоварена с много енергия, това я прави нестабилна и тя бързо се разгражда, като при това се освобождава ултравиолетова светлина.
UV светлина се поглъща добре от органичните съединения и биологичните тъкани. Ексимерният лазер предизвиква изпаряване на прицелната тъкан, а не нейното изгаряне или изрязване. Това се дължи на фотохимичния ефект върху междумолекулните връзки, които ексимерният лазер ефективно разделя. Това определя и ценното практическо свойство на ексимерния лазер да отстранява фини слоеве без никакъв термичен ефект в дълбочина или на странични тъкани (повърхностна фотоаблация). Тези особености правят ексимерния лазер подходящ за прецизни машинни технологии на рязане (полимери, метали, пластмаси) или очната рефрактивна хирургия (LASIK).

## Ексимерни лазери
Първият ексимерен лазер е създаден през 1970 г. от Н. Г. Басов, В. А. Даниличьов, И. Попов и Д.Д. Ходкевич: „Журнал Експерта Физики и Техники“, Ред. 12, 473(1970), в Московския Институт по Физика Лебедев. Научният екип използва ксенонов димер (Xe2), приведен във възбудено състояние от поток от електрони, за да предизвика стимулирана емисия с дължина на вълната 172 nm. След последвалите проучвания и разработки през 1975 г. се предлага употребата на благородни газове - халогени (в началото Xe Br). Научни групи, разработващи този проблем, са американската правителствена Военноморска Лаборатория, Центърът за проучвания и технологии Нортроп и др.
Лазерният ефект от псевдомолекулата настъпва от разграждането на високоенергийните връзки в нея. Инертните газове, използвани за образуване на димера, са с ниска химична активност и химичните им връзки са слаби и нетрайни. Така създаденият нестабилен комплекс се разпада и излъчва енергията си. Технологията се основава на това, а нестабилната молекула се ресинтезира за нов цикъл.
Дължината на излъчената светлинно-енергийна вълна зависи от атомния номер на използваните за димера съставки, но най-често радиацията е ултравиолетова:
| Ексимер | Дължина на вълната | Относителна мощност |
| ------- | ------------------ | ------------------- |
| Ar2*    | 126 nm             |                     |
| Kr2*    | 146 nm             |                     |
| F2      | 157 nm             | 10                  |
| Xe2*    | 172 & 175 nm       |                     |
| ArF     | 193 nm             | 60                  |
| KrF     | 248 nm             | 100                 |
| XeBr    | 282 nm             |                     |
| XeCl    | 308 nm             | 50                  |
| XeF     | 351 nm             | 45                  |
| CaF2    | 193 nm             |                     |
| KrCl    | 222 nm             | 25                  |
| Cl2     | 259 nm             |                     |
| N2      | 337 nm             | 5                   |

Ексимерните лазери обикновено работят с импулсна честота от около 100 Hz и продължителност от ~10 ns. Има и изключения – машини, работещи на 8 kHz и 200 ns (фемтолазери).

## Приложения
Високоенергийното ултравиолетово излъчване на ексимерния лазер намира приложение в очната хирургия, съдовата хирургия, модерната стоматология, дерматологията, фотолитографията, производството на полупроводници. Ултравиолетовата светлина има малка дължина на вълната, което обяснява високия показател на пречупване в среда, различна от въздуха. Това означава висока степен на поглъщане и слабо проникване в дълбочина на средата и в резултат ефектът на лазера е само повърхностен. Освен това лазерните технологии са прецизирани до такава степен, че могат да фокусират лъч с дебелина 0.25 микрометра върху 1/100 част от дебелината на човешки косъм.
Неудобство на ексимерните лазери е големият им размер, но технологията се развива и в направление на комфорта на работа.